# Енріко Карузо
Енрі́ко Кару́зо (італ. Enrico Caruso; 25 лютого 1873 — 2 серпня 1921) — італійський оперний співак, тенор.

## Біографія
Народився 25 лютого 1873 року в Неаполі.
Дебютував у Неаполі в 1895 році. Популярність прийшла до Карузо в 1897 році, коли він виконав в Палермо партію Енцо («Джоконда» Понк'єллі).
У 1900 вперше виступив на сцені міланського театру Ла Скала (Неморіно в «Любовному напої» Доніцетті).
У 1902 році дебютував у лондонському театрі Ковент-Гарден (Герцог у «Ріголетто» Верді). Найбільша слава пов'язана з нью-йоркським театром Метрополітен-опера, провідним солістом якого він був у 1903-1920.
Карузо багато записувався — одним з перших серед оперних співаків зафіксував основну частину свого репертуару на грамофонних платівках. Володів голосом неповторного тембру, в якому природне баритонове, оксамитове звучання нижнього і середнього регістрів поєднувалося з блискучими теноровими верхами. Завдяки винятковому володінню диханням, бездоганній інтонації і, головне, високій виконавській культурі став легендою вокального мистецтва ХХ століття, зразком для майбутніх поколінь оперних тенорів.
Карузо з рівним успіхом виконував партії ліричного і драматичного плану, переважно в операх Верді Джузеппе (Герцог, Манріко в «Трубадурі», Річард в «Балі-маскараді», Радамес в «Аїді») і композиторів-верістів (Каніо в «Блазнях» Леонкавалло Руджеро та інших.). Був першим виконавцем ролей Федеріко («Арлезіанка» Франческо Чілеа, 1897), Лоріса («Федора» Джордано, 1898), Джонсона («Дівчина із заходу» Джакомо Пуччіні, 1910). У концертному репертуарі Карузо основне місце займали неаполітанські пісні.
Помер вранці 2 серпня 1921 року в Неаполі у віці 48 років від гнійного плевриту.

## Медіа

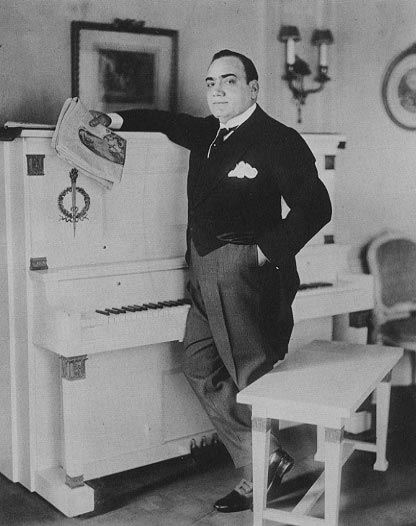
Карузо біля свого піаніно